# William Dixon West
Pour les articles homonymes, voir West.
William Dixon West (27 janvier 1901 - 23 mai 1994) est un géologue britannique qui travaille en Inde avec le Geological Survey of India et participe à la création d'un département de géologie appliquée à l'Université Sagar de Sagar Madhya Pradesh.

## Biographie
West est né à Bournemouth, le fils d'AJ West qui travaille sur les chemins de fer dans le nord de Bornéo. Après avoir grandi à Jesselton, au nord de Bornéo, il va à la King's School de Canterbury où il excelle dans le football. Il s'intéresse également à la géologie et étudie le sujet au St John's College de Cambridge où le pétrologue Alfred Harker exerce une grande influence sur lui. Il reçoit un prix Winchester en 1922 et rejoint le Geological Survey of India en 1923. Il travaille avec Lewis Leigh Fermor dans le centre de l'Inde puis étudie la Deolapar Nappe (à Sausar) qu'il découvre en 1936 et la Shali Window près de Shimla. Il travaille avec Guy Ellcock Pilgrim et explore la stratigraphie dans l'Himalaya, ce qui conduit à un DSc de l'Université de Cambridge en 1945. Il s'intéresse au tremblement de terre de Quetta en 1935 et suggère qu'il est dû à une déformation de l'axe de pli en boucle dans la région. Il participe à des enquêtes sur le charbon et découvre les réserves de Dara-e-Suf dans l'Hindu-Kush afghan. West devient directeur du Geological Survey of India en 1945 et occupe ce poste jusqu'à l'indépendance de l'Inde, lorsqu'il retourne en Angleterre. Il reçoit la médaille Lyell de la Société géologique de Londres en 1951. 
Il retourne cependant en Inde en 1951 après une invitation de RP Tripathi, vice-chancelier de l'Université de Saugar. Il rejoint l'université et y organise un département de géologie appliquée, travaillant en collaboration avec l'industrie minière du manganèse de la région. Il prend sa retraite de l'Université en 1977 mais reste professeur émérite. Il est mort à Bhopal,. West signale l'importance du linéament Narmada-Son et qu'aucune roche du Gondwana ne se trouve au nord ou des roches Vindhyan au sud, mais n'a pas cité les travaux antérieurs de Joseph G. Medlicott pour lesquels West est accusé de plagiat.